# Vadonia
Vadonia  (лат.) — род жуков из подсемейства усачики семейства жуков-усачей.

## Описание
Жуки длиной до 14 мм. Тело в щетинках. Щиток треугольный. Заднегрудь без продольных килей.

## Образ жизни
Особенности экологии личинок малоизвестны, вероятно они развиваются на корнях травянистых растений. Жуки встречаются на цветках.

## Систематика
В состав рода включают 23 вида
- Vadonia bicolor Redtenbacher, 1850
- Vadonia bipunctata (Fabricius, 1781)
- Vadonia bisignata (Brullé, 1832)
- Vadonia bitlisiensis Chevrolat, 1882
- Vadonia bolognai Sama, 1982
- Vadonia ciliciensis (K. Daniel & J. Daniel, 1891)
- Vadonia danielorum Holzschuh, 1984
- Vadonia dojranensis Holzschuh, 1984
- Vadonia eckweileri Holzschuh, 1989
- Vadonia frater Holzschuh, 1981
- Vadonia hirsuta (K. Daniel et J. Daniel, 1891)
- Vadonia imitatrix (K. Daniel et J. Daniel, 1891)
- Vadonia instigmata (Pic, 1889)
- Vadonia insidiosa Holzschuh, 1984
- Vadonia ispirensis Holzschuh, 1993
- Vadonia mainoldii Pesarini & Sabbadini, 2003
- Vadonia moesiaca (K. Daniel et J. Daniel, 1891)
- Vadonia monostigma Ganglbauer, 1881
- Vadonia parnassensis (Pic, 1925)
- Vadonia saucia (Mulsant & Godart, 1855)
- Vadonia soror Holzschuh, 1981
- Vadonia steveni (Sperk, 1835)
- Vadonia unipunctata (Fabricius, 1787)

## Распространение
Ареал года ограничен Палеарктикой. Один вид встречается Vadonia eckweileri в Пакистане (север Ориентальной области).